# Tafsir al-Baghawi
 (janvier 2018).
Si vous disposez d'ouvrages ou d'articles de référence ou si vous connaissez des sites web de qualité traitant du thème abordé ici, merci de compléter l'article en donnant les références utiles à sa vérifiabilité et en les liant à la section « Notes et références ».
Le Tafsir al-Baghawi (arabe : البغوي), connu aussi sous le nom de Ma'alim at-Tanzil est un recueil d'exégèses (tafsir) coranique sunnite classique écrit au XIe siècle par Husayn ibn Mas'oud al-Baghawi et un résumé du tafsir d'ath-Tha`labi (m. 1036) dont il retira les passages d'original Isra'iliyat. Il existe une édition en quatre volumes aux éditions Dar al-Ma'refah (Liban) et une édition en huit volumes venant du Caire.